# Sankt Nicolai Kirke (Aabenraa)
 For alternative betydninger, se Sankt Nikolaj Kirke. (Se også artikler, som begynder med Sankt Nikolaj Kirke)
Sankt Nicolai Kirke ligger umiddelbart nord for den gamle bykerne, som i middelalderen var befæstet. Den anselige kirke, der i sin grundstamme er en senromansk, enskibet korskirke med østapsider, er opført i munkesten i to tempi omkring 1250-60, og for det vestlige afsnits vedkommende, antagelig i tiden op imod 1300.

## Kirkebygningen
Af den oprindelige bygning, står nu skib, korsarme med apsider samt koret, der udgør det vestligste fag af det nuværende langstrakte korparti, hvis forlængelse hidrører fra 1758. Ved nordsiden er et sengotisk sakristi udvidet mod øst og på nordre korsarmsgavl en lille udbygning for urlodderne. I sin nuværende skikkelse præges bygningen af en omhyggelig restaurering 1949-56 ved arkitekt Kaare Klint.

## Bygningshistorie
Den senromanske bygning, der viser nært slægtskab med de ældste dele af Haderslev Domkirke, har i sine østlige dele en høj granitkvadersokkel med stejl hulkant. Murene har brede ende- og hjørnelisener (flad, lidet fremspringende pilaster), der omfatter store blændingsfelter, som på flankemurene opefter afsluttes af savskifter. Af de tre apsider, er kun den på nordre korsarm bevaret, mens hovedapsiden forsvandt ved korombygningen 1641, og den søndre, der endnu 1755 eksisterede, er rekonstrueret 1952.
Dem oprindelige vinduesanordning med slanke rundbuevinduer sammenstillet to og to er bevaret intakt i korets nordside, medens vinduerne ellers er rekonstruktioner efter de oprindelige. Der er fire døre, anbragte i korsarmsgavle og flankemure, alle anbragt i vandret afsluttende murfremspring.
I det indre har apsiderne halvkuppelhvælv. De oprindelige hvælv er bevaret i kor, korsskæring og korsarme, medens øvrige hvælv er rekonstrueret 1949-56. Indvendig i skibets sydvesthjørne er det et noget senere indbygget, rundt trappehus. 1641 blev kor og sakristi ændret og igen 1758 blev korpartiet ændret.
1813-16 blev de to veslige hvælv i skibet nedtaget og erstattet af en tøndehvælving af gipset træ og 1869-81 gennemførtes omfattende, men temmelig hårdhændede istandsættelsesarbejder. 1908 blev der over korsskæringen i stedet for en tagrytter fra før 1755 opført et dominerende, lidet heldigt murstenstårn med trappegavle og høj tagrytter. Den seneste restaurering tilstræbte hovedsagelig at bringe bygningen tilbage til tilstanden inden 1800-tallets uheldige ombygninger. Apsiden ved den sydlige korsarm blev genopført, og over korsskæringen anbragtes en blyklædt tagrytter, svarende til den 1908 nedtagne. Kirken står nu med blank mur og tegltag.

## Inventar
Det murede alterbord stammer fra 1758.
Herpå står en pompøs altertavle fra 1642, et billedskærerarbejde i rig og voldsom barok. Storstykket med snosøjler flankeres af store figurer. Altertavlen er istandsat 1956.
Der er tre alterkalke fra 1466, 1740 og 1751.
Der er to oblatæsker fra 1714 og 1716.
Der er sengotiske alterstager fra 1625.
Døbefonten har ny granitkumme på senromansk fod med dyrefigurer og anden ornamentik.
Prædikestolen er et flot billedskærerarbejde fra 1565.
Orglet er fra 1956 og bygget af Marcussen & Søn, Aabenraa.
Ottekantet pengeblok stammer fra 1600-tallet.
Fire gamle lysekroner fra 1700-tallet.
En skibsmodel, en fregat med Frederik 5.'s monogram er ophængt efter 1818.
Der er tre klokker, hvoraf to er genforeningsklokker.
Der er mindetavler for faldne i krigene 1870-71 og 1914-18.

## Galleri
Klik på billederne for forstørrelse.
- Kig gennem hovedskibet
- Alter og altertavle
- Orglet

- Prædikestolen
- Døbefonten
- Korsskæringen

## Eksterne kilder og henvisninger
- Sankt Nicolai Kirke hos KortTilKirken.dk
- Sankt Nicolai Kirke i bogværket Danmarks Kirker (udg. af Nationalmuseet)

- Wikimedia Commons har flere filer relateret til Sankt Nicolai Kirke (Aabenraa)